# Wagneria luperinae
Wagneria luperinae är en tvåvingeart som beskrevs av Robineau-desvoidy 1863. Wagneria luperinae ingår i släktet Wagneria och familjen parasitflugor.
Artens utbredningsområde är Frankrike. Inga underarter finns listade i Catalogue of Life.